# Lądowisko Szczecinek-Szpital
Lądowisko Szczecinek-Szpital – lądowisko sanitarne w Szczecinku, w województwie zachodniopomorskim, położone przy ul. Kościuszki 38. Przeznaczone jest do wykonywania startów i lądowań śmigłowców sanitarnych i ratowniczych. Mieści się na dachu nowego skrzydła szpitala.
Zarządzającym lądowiskiem jest Szpital w Szczecinku Sp. z o.o. W roku 2014 zostało wpisane do ewidencji lądowisk Urzędu Lotnictwa Cywilnego pod numerem 258.